# Luigi Manconi
Luigi Manconi (Sassari, 21 febbraio 1948) è un politico, sociologo e critico musicale italiano.

## Biografia

### Famiglia e inizi come docente universitario
Figlio del cargeghese Giangiacomo Manconi, dirigente dei Laureati cattolici dell'Azione cattolica italiana, si laureò in Scienze politiche presso l'Università Statale di Milano, dopo essere stato espulso dall'Università Cattolica del Sacro Cuore perché indicato come uno dei dirigenti del movimento studentesco dell'Ateneo. Successivamente si dedicò all'insegnamento universitario, prima presso l'Università di Palermo e, successivamente, nella Libera università di lingue e comunicazione IULM di Milano, dove è stato docente di Sociologia dei fenomeni politici (s.s.d. SPS/11).

### Impegno in Lotta Continua e critico di cinema, letteratura e musica
Tra il 1969 e il 1975 ha militato in Lotta Continua, inizialmente come redattore dell'omonimo settimanale. Nel 1973 la rivista Quaderni Piacentini pubblicò una «lettera di un compagno di Lotta Continua», a firma Marcello Manconi. Uno pseudonimo che, oltre alla responsabilità individuale di Manconi, richiamava la condivisione delle sue opinioni da parte di settori di Lotta Continua a proposito della legittimità di forme di «violenza rivoluzionaria». Quella posizione, negli anni successivi, venne radicalmente criticata dagli stessi autori in vari scritti e, in particolare, in La violenza e la politica, con prefazione e cura di Luigi Manconi, pubblicato da Savelli nel 1979.
Negli stessi anni e fino al 1980 Manconi ha scritto sulla rivista Ombre rosse, diretta da Goffredo Fofi, come critico cinematografico e letterario, diventandone poi condirettore. Nella seconda metà degli anni Settanta, con lo pseudonimo di Simone Dessì, collaborò a riviste musicali come Muzak e partecipò alla stesura di articoli e volumi sulla musica popolare e sulla musica leggera italiana.
Di questa attività si ricorda, tra l'altro, la critica a Fabrizio De André per l'album Storia di un impiegato: «Il tentativo, clamorosamente fallito, di dare un contenuto "politico" a un impianto musicale, culturale e linguistico assolutamente tradizionale, privo di qualunque sforzo di rinnovamento e di qualunque ripensamento autocritico». Anni dopo, nel volume La musica è leggera, pur confermando il giudizio assai negativo su quell'album (di cui pure si apprezzava «la bellissima Nella mia ora di libertà»), a proposito di De André, Manconi scrive: «Ha quel merito raro già evidenziato: la sua produzione risulta eccellente lungo l’intero corso della sua attività. Perché sottolineare questo? Perché spiega come la forza dello scrivere e del musicare di De André fosse assai più solida e più "lunga" del contesto nel quale era immerso e si voleva immerso».
Decenni dopo, Goffredo Fofi scriverà di lui: Manconi «è stato ieri un coerentissimo militante della nuova sinistra ed è oggi personaggio tra i più integri e puri di un ceto politico e culturale perlopiù malato di mediocrità e di superficialità».

### Carriera da scrittore
Dal 1987 è giornalista professionista iscritto all'Ordine dei Giornalisti del Lazio, fino alle dimissioni date nel 2020.
Nel 1980 pubblicò per Mondadori il romanzo poliziesco Lavoro ai fianchi, scritto con il neuropsichiatra infantile Marco Lombardo Radice.
Negli anni Ottanta ha fondato e diretto, con Massimo Cacciari e Rossana Rossanda, la rivista Antigone. È stato editorialista e commentatore delle più importanti testate italiane, come Il Messaggero, Il Foglio, La Stampa, il manifesto, l'Unità, Il Sole 24 Ore, il Corriere della Sera e la Repubblica. Attualmente è editorialista di questo ultimo quotidiano.
Nel 1991 il suo rapporto di collaborazione con la Rai fu bruscamente interrotto e Manconi fu licenziato a seguito di un editoriale assai critico nei confronti dell'allora ministro del Bilancio, Paolo Cirino Pomicino, nel corso della trasmissione di Rai 3 Girone all'italiana, condotta da Andrea Barbato.
Negli anni Novanta è stato consulente delle trasmissioni televisive di Rai 3 Profondo Nord e Milano, Italia, ideate e condotte da Gad Lerner.
I suoi libri hanno ottenuto un notevole successo di critica. Di Per il tuo bene ti mozzerò la testa. Contro il giustizialismo morale, con Federica Graziani, il Corriere della Sera ha scritto: «Nuotare controcorrente e contro il giustizialismo, come si fa in questo libro, diventa un esercizio di resistenza civile». Su Il senso della vita. Conversazione tra un religioso e un pococredente così il giudizio di la Repubblica: «La conversazione tra Luigi Manconi e don Vincenzo Paglia arriva come un miracolo».
A proposito del libro La scomparsa dei colori, dove l'autore racconta la progressiva perdita della vista e la cecità, Claudio Magris ha parlato di «umana grandezza con la quale Luigi Manconi, accanto a tante battaglie etiche – come politico, come scrittore, come giornalista – fa i conti con la propria perdita della vista» (Corriere della Sera); Concita De Gregorio di «un libro bellissimo» (la Repubblica); e Marino Sinibaldi di «un romanzo personale, fortemente introspettivo ma anche molto comunicativo» (Timbuctù). Daria Bignardi ha commentato: «È nato un vero scrittore» (Vanity Fair); e Goffredo Fofi: «si tratta di uno straordinario manuale di ri-apprendimento (o meglio, di continuità negli impegni umani e civili, nonostante il buio e da dentro il buio» (Corriere del Mezzogiorno). Su il manifesto Tommaso Di Francesco elogia «una scrittura abilissima che distanzia con una forza espressiva la propria vita quotidiana «disabile» come se fosse quella di un altro, attraverso un riannodare delle trame di vita che scavano alle origini del suo stato attuale di non vedente». Andrea Pugiotto, a sua volta, parla di «una lezione politica contro quel paternalismo giuridico che continua a precludere, nel nostro paese, scelte legislative rispettose dell’autodeterminazione del malato, di cui si nega l’autonomia «ovviamente, “per il suo bene” (L'Unità)». E aggiunge: dietro la debolezza reale della cecità, si svela quella fragilità apparente, ora nutrita da «una certa mitezza e una qualche moderazione», di cui Luigi Manconi è testimonianza incarnata». Infine, Valeria Parrella: «la grazia con cui è scritto, la profonda ironia e il lungo pensare all'essere umano che ha caratterizzato tutta la sua vita pubblica fanno sì che questo testo sia, come dice il Leopardi di certi versi tristi, "che essi però fanno baluginare la vita"».

### Ricerca sociale
L'attività di sociologo di Luigi Manconi si è concentrata su tre principali aree tematiche:
A) Le forme dell'azione collettiva e i movimenti sociali. Nell'arco di quattro decenni Manconi ha costantemente studiato le forme e le modalità dell'azione collettiva, i metodi di lotta e le strutture della mobilitazione. La prima sistematizzazione di queste ricerche si è avuta in Solidarietà, egoismo. Buone azioni, movimenti incerti, nuovi conflitti, Bologna, Il Mulino, 1990;
B) Gli atteggiamenti dei gruppi sociali in relazione all'immigrazione straniera. In particolare lo studio delle dinamiche di competizione territoriale tra autoctoni e immigrati, che determinano conflitti intorno alla disponibilità di risorse scarse (servizi, spazi, beni); e che hanno come ricadute atteggiamenti xenofobi e di intolleranza. Manconi ha inoltre approfondito la tematica del «conflitto etnico» alla luce del ruolo che i soggetti politico-istituzionali giocano nella sua diffusione, riflettendo sul concetto di «imprenditore politico dell’intolleranza». I risultati di tale attività di ricerca si trovano in numerosi report e nelle seguenti pubblicazioni:
- I razzismi possibili, con Laura Balbo, Milano, Feltrinelli, 1990;
- I razzismi reali, con Laura Balbo, Milano, Feltrinelli, 1992;
- Razzismi. Un vocabolario, con Laura Balbo, Milano, Feltrinelli,1993;
- Accogliamoli tutti. Una ragionevole proposta per salvare l'Italia, gli Italiani e gli immigrati, con Valentina Brinis, Milano, Il Saggiatore, 2013;
- Non sono razzista, ma. La xenofobia degli italiani e gli imprenditori politici della paura, con Federica Resta, Milano, Feltrinelli, 2017;

C) Le devianze, le dipendenze, i diritti di cittadinanza. Nel corso della prima conferenza nazionale sulla droga, organizzata dal Dipartimento per gli Affari sociali della Presidenza del Consiglio dei Ministri (Palermo, 24-26 giugno 1993), Manconi ha presieduto la Commissione sulle Strategie di riduzione del danno. Negli anni più recenti, ha studiato come la devianza sia connessa a processi di stigmatizzazione sociale e come questi ultimi perpetuino meccanismi di esclusione. Ha esaminato, inoltre, le strategie di recupero e riabilitazione nei loro principali approcci: quello delle comunità terapeutiche e quello delle politiche di riduzione del danno. I risultati di tale ricerca si trovano in Legalizzare la droga. Una ragionevole proposta di sperimentazione, Autori vari, a cura e con introduzione di Luigi Manconi, Milano, Feltrinelli, 1991;
D) Le garanzie dei diritti. Ovvero l'effettività e l'esigibilità dei diritti e, in particolare, di quelli di libertà. Già nella seconda metà degli anni Ottanta ha diretto la rivista Antigone, interamente dedicata alle garanzie dei diritti nel processo penale. Dal 1996 e fino al 2004 ha curato la rubrica “Né grazia né giustizia” su Il Foglio, focalizzata sul tema del garantismo. Nel corso di questi anni è intervenuto sulle problematiche delle garanzie individuali, sia attraverso un’intensa attività pubblicistica sia attraverso il lavoro di ricerca scientifica. Dentro questo filone di ricerca di collocano gli studi sulla violenza politica e sul terrorismo di sinistra in Italia. Tra il 1981 e il 1988 Manconi è stato uno dei ricercatori che ha condotto l'indagine Terrorismo e violenza politica, promossa dall'istituto Cattaneo di Bologna. Di questo lungo lavoro sono stati tratti numerosi saggi:
- Storie di lotta armata, a cura di Raimondo Catanzaro e Luigi Manconi, Bologna, Il Mulino, 1995;
- Terroristi italiani. Le Brigate Rosse e la guerra totale, 1970-2008, Milano, Rizzoli, 2008.

Di recente Manconi è tornato sul tema con la pubblicazione di Poliziotto-Sessantotto. Violenza e democrazia, con Gaetano Lettieri, pubblicato da Il Saggiatore nel 2023.
E) Il carcere e gli istituti di privazione della libertà. Lo studio del rapporto tra allarme sociale e penalizzazione e tra crisi economica e panico morale. Manconi ha concentrato la sua attenzione su eventi critici quali autolesionismo, tentati suicidi e suicidi, indagando sulle relazioni tra ambiente detentivo (regole, linguaggi, rapporti) e fenomeno suicidario, nonché tra integrazione nel sistema e capacità di adattamento dell’individuo recluso. I risultati di tale ricerca si trovano in:
- Suicidio e autolesionismo in carcere. 2002-2004, con Andrea Boraschi, in "Rassegna Italiana di Sociologia", n. 1/2006, pp 117-150;
- Quando hanno aperto la cella. Stefano Cucchi e gli altri, con Valentina Calderone, Milano, Il Saggiatore, 2011;
- La pena e i diritti. Il carcere nella crisi italiana, con Giovanni Torrente, Roma, Carocci, 2015;
- Abolire il carcere. Una ragionevole proposta per la sicurezza dei cittadini, con Stefano Anastasia, Valentina Calderone e Federica Resta, Milano, Chiarelettere, 2015; nuova edizione 2022.

### Carriera politica

#### Senatore e portavoce nazionale dei Verdi

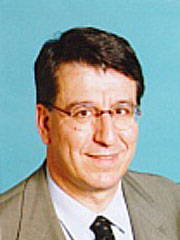
Manconi senatore nel 1994

Nel 1994, da indipendente, Manconi fu eletto senatore nelle liste della Federazione dei Verdi, e nuovamente eletto nella successiva legislatura (1996-2001). Partecipò ai lavori di numerose commissioni sulle tematiche che, da sempre, connotano la sua militanza e le sue attività di ricerca: la giustizia e il garantismo, le libertà individuali e i diritti sociali, l'autonomia della persona e le “questioni di vita e di morte” (dalla libertà di cura e di ricerca al testamento biologico).
Dal novembre del 1996 al giugno del 1999 è stato portavoce nazionale dei Verdi, impostando il programma del movimento sulla combinazione tra tematiche ambientali e diritti civili. Dopo la sconfitta alle elezioni europee del 1999 Manconi diede immediatamente le dimissioni da portavoce nazionale e venne sostituito da Grazia Francescato.
Nel 2003 il sindaco di Roma Walter Veltroni ha istituito per la prima volta in Italia la figura del Garante dei diritti delle persone private della libertà, nominando Luigi Manconi per quel ruolo.

#### Sottosegretario nel secondo governo Prodi
Nel 2005 Manconi si è iscritto ai Democratici di Sinistra, per i quali è stato responsabile del Dipartimento nazionale per i diritti civili e membro della direzione nazionale. È stato sottosegretario di Stato alla Giustizia nel secondo governo Prodi, dal 2006 al 2008.

#### Senatore del Pd
Il 24 febbraio 2013 è stato eletto senatore nelle liste del Partito Democratico in Sardegna. Componente della Commissione Giustizia, verrà eletto presidente della Commissione straordinaria per la tutela e la promozione dei diritti umani. In questo ruolo promuove la prima mobilitazione intorno alla vicenda di Giulio Regeni, ospitando la conferenza stampa dei genitori il martedì di Pasqua del 2016. E intensifica l'attività, iniziata anni prima, a tutela della popolazione detenuta e delle vittime di abusi e illegalità a opera di appartenenti alle forze di polizia.
Conduce, così, una costante battaglia intorno a vicende di cronaca che hanno visto morire, nel corso di azioni di fermo da parte di membri dell'Arma dei Carabinieri e della Polizia di Stato, Federico Aldrovandi, Giuseppe Uva (si veda su YouTube l'interrogatorio al quale il Pubblico Ministero dell'indagine Agostino Abate sottopose Manconi), Stefano Cucchi (si veda la requisitoria del Pubblico ministero Giovanni Musarò che evidenzia il ruolo svolto da Manconi), Riccardo Magherini, Michele Ferrulli, Dino Budroni e altri, fino a Luca Ventre e Mario Paciolla. E intorno alla sorte di persone sottoposte al Trattamento sanitario obbligatorio come Francesco Mastrogiovanni, Mauro Guerra, Andrea Soldi e Matteo Tenni. Svolge questa attività in stretto contatto con i familiari delle vittime. Sulla vicenda relativa alla morte di Franco Mastrogiovanni, è coautore, con Valentina Calderone, della sceneggiatura del docu-film 87 ore di Costanza Quatriglio.
Già esponente del No in occasione del referendum costituzionale del 4 dicembre 2016, il successivo 23 ottobre del 2017 Manconi non partecipa ai voti di fiducia sul Rosatellum, la nuova legge elettorale. Nell'autunno-inverno del 2017 lancia l'iniziativa di uno sciopero della fame per l'approvazione della legge per lo ius soli, che tuttavia non raggiunge il numero legale al Senato. Il 2 febbraio del 2018 il presidente del Consiglio dei ministri Paolo Gentiloni nomina Manconi direttore dell'Unar, l'Ufficio per la promozione della parità di trattamento e la rimozione delle discriminazioni razziali.
Tra il 1994 e il 2021, Manconi si è adoperato al fine di ottenere il riconoscimento del cosiddetto vitalizio Bacchelli (un fondo a favore di cittadini illustri che versino in stato di particolare necessità) per scrittori e poeti, quali Alda Merini, Dario Bellezza, Elio Fiore, Anna Maria Cascella, Valentino Zeichen e Giancarlo Majorino.

### Attività umanitaria
È iscritto ad Amnesty International, a Nessuno tocchi Caino e all'Associazione Luca Coscioni. Nel 2001 ha fondato A Buon Diritto onlus, di cui tuttora è presidente. Nel novembre del 2020 ha promosso la costituzione del Comitato per il diritto al soccorso, del quale è stato responsabile, composto da Vittorio Alessandro, Francesca De Vittor, Luigi Ferrajoli, Paola Gaeta, Federica Resta, Armando Spataro, Sandro Veronesi, Vladimiro Zagrebelsky.

## Partecipazioni cinematografiche
Ha avuto un ruolo da figurante in:
- Un'anima divisa in due (Silvio Soldini, 1993);
- Un delitto impossibile (Antonello Grimaldi, 2000);
- La pecora nera (Ascanio Celestini, 2010).

## Vita privata
Vive a Roma ed è padre di Davide, di Giacomo e di Giulia, quest'ultima nata dalla relazione con la giornalista Bianca Berlinguer. Dal 2007 è affetto da una forma progressiva di cecità.

## Incarichi politici ricoperti
- Segretario della Presidenza del Senato dal 5 giugno 1996 al 29 maggio 2001;
- Membro della 1ª Commissione permanente (Affari Costituzionali) dal 25 novembre 1998 al 1º maggio 2000;
- Membro della 11ª Commissione permanente (Lavoro, previdenza sociale) dal 24 luglio 1996 al 25 febbraio 1997 e dal 2 maggio 2000 al 29 maggio 2001;
- Membro della 13ª Commissione permanente (Territorio, ambiente, beni ambientali) dal 30 maggio 1996 al 24 luglio 1996 e dal 25 febbraio 1997 al 24 novembre 1998;
- Membro della 2ª Commissione permanente (Giustizia) dal 7 maggio 2013 al 2018 alla conclusione della legislatura;
- Presidente della Commissione straordinaria per la tutela e la promozione dei diritti umani del Senato dal 21 maggio 2013 fino alla conclusione della legislatura.

## Opere
- Cercando un altro Egitto. Canzonettiere ad uso delle giovani e giovanissime generazioni, a cura di Simone Dessì, Savelli, 1976;
- La chitarra e il potere. Gli autori della canzone politica contemporanea. Bertelli, Della Mea, Manfredi, Marini, Masi, Pietrangeli, a cura di Simone Dessì e Giaime Pintor, Savelli, 1976;
- Agenda rossa 1977. La storia italiana dal '45 a oggi: politica, cultura e costume, a cura di Goffredo Fofi e Luigi Manconi, Savelli, 1976;
- C'era una volta una gatta. I cantautori degli anni '60. Testi di Bindi, De André, Endrigo, Lauzi, Paoli, Tenco, a cura di Gianni Borgna e Simone Dessì, Savelli, 1977;
- Lucio Dalla. Il futuro dell'automobile, dell'anidride solforosa e di altre cose, a cura di Simone Dessì, Savelli, 1977;
- Agenda rossa 1978. A dieci anni dalla rivolta degli studenti. In 365 voci: gli avvenimenti del '68, le sue premesse, le sue conseguenze; le vicende e le idee del movimento del '77, a cura di Gad Lerner, Luigi Manconi e Marino Sinibaldi, Savelli, 1977;
- Uno strano movimento di strani studenti. Composizione, politica e cultura dei non garantiti, con Gad Lerner e Marino Sinibaldi, Feltrinelli, 1978;
- La violenza e la politica, a cura e con prefazione di Luigi Manconi, Savelli, 1979;
- Un uomo solo. Vita e opere di Fausto Coppi, a cura di Giorgio Casadio e Luigi Manconi, Il Più Libri, 1979;
- Lavoro ai fianchi. Alcuni giorni nella vita del commissario Luigi Longo, di Marco Lombardo Radice e Luigi Manconi, A. Mondadori, 1980;
- Vivere con il terrorismo, Luigi Manconi, A. Mondadori, 1980;
- Il discorso delle armi. L'ideologia terroristica nel linguaggio delle Brigate Rosse e di Prima Linea, di Vittorio Dini e Luigi Manconi, Savelli, 1981;
- La politica possibile, a cura di Vittorio Dini e Luigi Manconi, Pironti, 1983;
- I razzismi possibili, di Laura Balbo e Luigi Manconi, Feltrinelli, 1990;
- Il nemico assoluto. Antifascismo e contropotere nella fase aurorale del terrorismo di sinistra di Luigi Manconi in Raimondo Catanzaro (a cura di), La politica della violenza, Bologna, Il Mulino, 1990;
- Solidarietà, egoismo. Buone azioni, movimenti incerti, nuovi conflitti, Luigi Manconi, Il Mulino, 1990;
- Legalizzare la droga. Una ragionevole proposta di sperimentazione, Luigi Manconi, Feltrinelli, 1991;
- I razzismi reali, Laura Balbo e Luigi Manconi, Feltrinelli, 1992;
- Razzismi. Un vocabolario, Laura Balbo e Luigi Manconi, Feltrinelli, 1993;
- Storie di lotta armata, a cura di Raimondo Catanzaro e Luigi Manconi, Il Mulino, 1995;
- Dignità nel morire. Terapie contro il dolore, testamento biologico, eutanasia, a cura di Roberta Dameno e Luigi Manconi, Guerini studio, 2003;
- Quando hanno aperto la cella era già tardi perché... Suicidio e autolesionismo in carcere. 2002-2004, di Andrea Boraschi e Luigi Manconi, in "Rassegna Italiana di Sociologia", n. 1/2006;
- Il dolore e la politica. Accanimento terapeutico, testamento biologico, libertà di cura, a cura di Andrea Boraschi e Luigi Manconi, Bruno Mondadori, 2007;
- Terroristi Italiani. Le Brigate Rosse e la guerra totale, 1970-2008, Luigi Manconi, Rizzoli, 2008;
- Un'anima per il Pd. La sinistra e le passioni tristi, Luigi Manconi, Nutrimenti, 2009;
- Il nemico dentro di sé. Ideologia e politica dell'immigrazione, di Luigi Manconi e Federica Resta, in "Schengenland. Immigrazione: politiche e culture in Europa", a cura di Isabella Peretti, Roma, Ediesse, 2010;
- Quando hanno aperto la cella. Stefano Cucchi e gli altri, di Luigi Manconi e Valentina Calderone, Il Saggiatore, 2011; nuova edizione Quando hanno aperto la cella. Storie di corpi offesi, da Pinelli a Uva, da Aldrovandi al processo per Stefano Cucchi, Il Saggiatore, 2013
- La musica è leggera. Racconto su mezzo secolo di canzoni, Luigi Manconi, Il Saggiatore, 2012;
- Autodeterminazione individuale e manipolazione: contro il reato di plagio, Luigi Manconi, in "Credere è reato? Libertà religiosa nello Stato laico e nella società aperta", a cura di Luigi Berzano, Messaggero, 2012;
- Accogliamoli tutti. Una ragionevole proposta per salvare l'Italia, gli italiani e gli immigrati, Luigi Manconi e Valentina Brinis, Il Saggiatore, 2013;
- Abolire il carcere. Una ragionevole proposta per la sicurezza dei cittadini, Stefano Anastasia, Valentina Calderone, Luigi Manconi, Federica Resta, Chiarelettere, 2015; nuova edizione Chiarelettere, 2022;
- La pena e i diritti. Il carcere nella crisi italiana, Luigi Manconi e Giovanni Torrente, Carocci, 2015;
- Corpo e anima. Se vi viene voglia di fare politica, di Luigi Manconi, a cura di Christian Raimo, minimum fax, 2016;
- Non sono razzista, ma. La xenofobia degli italiani e gli imprenditori politici della paura, Luigi Manconi e Federica Resta, Feltrinelli, 2017;
- Per il tuo bene ti mozzerò la testa. Contro il giustizialismo morale, Luigi Manconi e Federica Graziani, Einaudi, 2020;
- Il senso della vita. Conversazioni tra un religioso e un pococredente, Luigi Manconi e Vincenzo Paglia, Einaudi. 2021;
- Anatomia del corpo torturato, Luigi Manconi, prefazione a La tortura in Italia, Lelio Basso, ristampa, e/o, 2023;
- Poliziotto-Sessantotto. Violenza e democrazia, Luigi Manconi e Gaetano Lettieri, Il Saggiatore, 2023;
- La scomparsa dei colori, Luigi Manconi, Garzanti, 2024.